# Nathanael Fjellström
Nathanael Fjellström, född 4 januari 1739, död 12 april 1809 i Sunne församling, var en svensk präst.

## Biografi
Fjellström var son till prosten Pehr Fjellström i Lycksele församling. Han blev student vid Uppsala universitet 1759, filosofie magister 1770, prästvigdes samma år, blev pastorsadjunkt i Lycksele församling, komminister och skolmästare i Jokkmokks församling 1775 och blev pastor (kyrkoherde) i Jokkmokks församling 1796. Som pastor där nedlade han stort arbete på att översätta Gamla testamentet till samiska. Han var den förste pastorn i Jokkmokks församling som var boende i Jokkmokk. Vidare avlade han pastoralexamen 1799 och blev kyrkoherde i Sunne församling 1803.

### Familj
Fjellström var sedan 1779 gift med Maria Elisabeth Hollsten, med vilken han fick nio barn. Sonen Carl Johan blev sedermera kyrkoherde i Arjeplogs församling. Sonen Per Jonas blev militär och stred i fälttåget mot Norge 1814.